# Changning (köpinghuvudort i Kina, Shaanxi, lat 34,83, long 108,25)
Changning (kinesiska: 常宁, 常宁镇) är en köpinghuvudort i Kina. Den ligger i provinsen Shaanxi, i den nordvästra delen av landet, omkring 86 kilometer nordväst om provinshuvudstaden Xi'an. Antalet invånare är 16 657. Befolkningen består av 8 102 kvinnor och 8 555 män. Barn under 15 år utgör 20,0 %, vuxna 15-64 år 73 %, och äldre över 65 år 6,0 %.
Runt Changning är det tätbefolkat, med 442 invånare per kvadratkilometer. Närmaste större samhälle är Jianjun, 18,4 km sydväst om Changning. Trakten runt Changning består till största delen av jordbruksmark.
Genomsnittlig årsnederbörd är 643 millimeter. Den regnigaste månaden är september, med i genomsnitt 150 mm nederbörd, och den torraste är december, med 1 mm nederbörd.